# Одного разу укушений (фільм)
«Одного разу укушений» (англ. Once Bitten) — американська підліткова комедія жахів 1985 року з Лорен Хаттон та Джимом Керрі у головних ролях. Перша головна роль Джима Керрі, невинного й наївного старшокласника, якого в голлівудському нічному клубі спокушає графиня (Лорен Гаттон), яка є багатовіковою вампіркою.

## Синопсис
400-річна графиня-вампір повинна випити кров незайманого, щоб зберегти свою вічну красу. Здається, що все безнадійно, аж поки вона не зустрічає Марка Кендалла.

## У ролях
| Актор          | Роль           |
| -------------- | -------------- |
| Лорен Гаттон   | Графиня        |
| Джим Керрі     | Марк Кендалл   |
| Карен Копінс   | Робін Пірс     |
| Клівон Літтл   | Себастьян      |
| Річард Шаал    | містер Кендалл |
| Пеґґі Поуп     | місіс Кендалл  |
| Меган Маллаллі | Сюзетт         |

## Виробництво
«Одного разу укушений» — режисерський дебют Говарда Сторма.  Знімання фільму тривало 45 днів у Лос-Анджелесі та його околицях.

## Випуск
Фільм вийшов 15 листопада 1985 року на 1095 екранах і посів перше місце в прокаті США, зібравши за вихідні 4 025 657 доларів. Загальні збори сягнули близько 10 мільйонів доларів.
Вперше фільм вийшов на VHS 1986 року та на DVD 26 серпня 2003 року. Scream Factory випустила фільм на Blu-Ray 10 лютого 2015 року.

## Зовнішні посилання
- Одного разу укушений на сайті IMDb (англ.)
- Once Bitten на сайті Rotten Tomatoes (англ.)